# Kaii Higashiyama
Higashiyama Kaii (東山 魁夷), né le 8 juillet 1908 - mort le 6 mai 1999, est un peintre japonais.

## Biographie
Kaii Higashiyama naît à Yokohama de Kosuke, son père, et Kuni, sa mère. Il reçoit d'abord le prénom « Shinkichi » qu'il change plus tard pour celui de « Kaii ». De l'âge de 3 à 18 ans, il réside à Kobe.
En 1926, il sort diplômé du lycée de la préfecture de Hyogo et intègre le département de peinture nihon-ga de l'école des Beaux-Arts de Tokyo (de nos jours Université des arts de Tokyo) d'où il sort diplômé avec éloges en 1931. En 1933, il va étudier en Allemagne à l'université de Berlin. Il revient au Japon après avoir appris que son père est malade. En 1940 Higashiyama épouse Sumi Kawasaki.
En juillet 1945, Higashiyama est enrôlé dans l'armée et reçoit une formation à la lutte antichar. Il est démobilisé plus tard cette même année. Après la guerre, il vit à Yamanashi, où sa mère et sa femme se sont réfugiées. Après la mort de sa mère, il se déplace à Chiba où il fait construire une maison par l'architecte Junzō Yoshimura, son camarade de l'université, et continue sa carrière de peintre pendant plus de cinquante ans.
Higashiyama passe beaucoup de temps à voyager, surtout en Chine et au Japon, mais fait également plusieurs voyages en Europe.
Pourquoi tant de bleu ? En 1955, la revue d'art Geijutsu Shinchô avait publié une chronique où chaque billet était écrit par un artiste différent à qui on avait attribué une couleur, Kaii Higashiyama a hérité du bleu et c'est à partir de ce moment-là qu'il s'est mis à tant aimer cette couleur.
De passage à Paris, descendu dans un hôtel place de la Concorde, il a écrit un recueil de poèmes et de dessins intitulé « Les Chaises de la place de la Concorde ». Dans sa postface de 1976, il dit que ces chaises attirent ses yeux et qu'il les voit avec familiarité chaque fois qu'il passe là. Il sent que les chaises lui parlent et décide d'écrire les paroles qu'elles lui disent et d'en faire des dessins.

## Carrière artistique
En 1947, Higashiyama reçoit le prix spécial « Nitten », plus important concours d'exposition d'art au Japon ce qui l'amène à poursuivre la recherche de son propre style qu'il trouve dans les paysages qui deviennent son thème majeur. En 1950, il expose une peinture  « La Route », dans laquelle sa simplicité est bien reconnue. En 1962, il voyage dans les pays nordiques, en Allemagne, Autriche et Chine et publie de nombreux ouvrages consacrés aux paysages de ces pays.
Le 12 janvier 1985, Higashiyama a participé au projet „Global-Art-Fusion“ - en coopération avec Andy Warhol et l'artiste allemand Joseph Beuys. Ce fut un projet FAX-ART intercontinental initié par l’artiste conceptuel Ueli Fuchser, dans lequel un fax contenant plusieurs dessins des trois artistes a été envoyé en 32 minutes autour du monde - de Dusseldorf à New York via Tokyo, réceptionné au Palais Viennois Liechtenstein. Ce fax devait symboliser un signe de paix pendant la guerre froide.

## Prix et récompenses
- 1956 : Reçoit le prix de l'Académie japonaise des arts pour Twilight
- 1965 : Nommé membre de l'Académie japonaise des arts.
- 1969 : Tide at Daybreak remporte le prix Mainichi des arts.
- 1984 : Élu membre de l'ordre Pour le Mérite pour les sciences et arts.
- 1992 : Reçoit la médaille d'or Picasso de l'UNESCO.
- 1994 : Ouverture de l' galerie d'art Higashiyama Kaii.

## Peintures murales
En 1953, Higashiyama est choisi pour peindre 27 peintures murales fusuma-e pour une maison japonaise, appelée « Shofuso », alors en cours de construction à Nagoya pour une exposition au Musée d'art moderne de New York. Higashiyama, ancien camarade de classe de l'architecte Junzō Yoshimura, est choisi parmi un certain nombre d'autres peintres japonais bien connus tels que Maeda Seison et Yokoyama Taikan pour peindre des scènes de montagne avec de l'encre noire sur le fusuma et l'alcôve tokonoma. La maison japonaise « Shofuso »  est transportée à Philadelphie en 1958 où les peintures murales sont exposées jusqu'à ce qu'elles soient détruites par des vandales en 1974. En 1960, Higashiyama peint une grande surface murale intitulée « Le Soleil, la Lune, et Les Quatre Saisons» au palais du Tōgū du prince héritier. Une seconde commission impériale aboutit à la création  « Marée au lever du jour » au palais impérial en 1968.
Higashiyama crée également plusieurs peintures murales de paysages chinois et japonais pour le bâtiment d'un temple de Nara, le Tōshōdai-ji, où se trouve la statue du moine chinois Jianzhen (en japonais Ganjin), le fondateur de ce temple, achevées en deux étapes en 1974 et 1980. Dans le bâtiment, il y a cinq pièces importantes. De 1970 à 1974, il peint vingt-six panneaux et fusuma dans deux pièces. Le sujet d'une pièce est la mer et celui de l'autre est la montagne. De 1975 à 1980, il peint les panneaux et fusuma des trois pièces restantes. Il a dessein de peindre le paysage du village natal de Ganjin dans la pièce où se trouve sa statue et, dans les deux pièces qui se trouvent de chaque côté de cette dernière, des paysages représentatifs de Chine. Il décide de les peindre par le lavis, qui est une nouvelle technique pour lui. Pour élaborer le plan, il visite la Chine, qui commence à resserrer les liens d'amitié avec le Japon à cette époque-là. En 1977, les panneaux et fusuma des deux premières pièces avec la statue de Ganjin et des objets du Tōshōdai-ji sont exposés à Paris.